# Навета

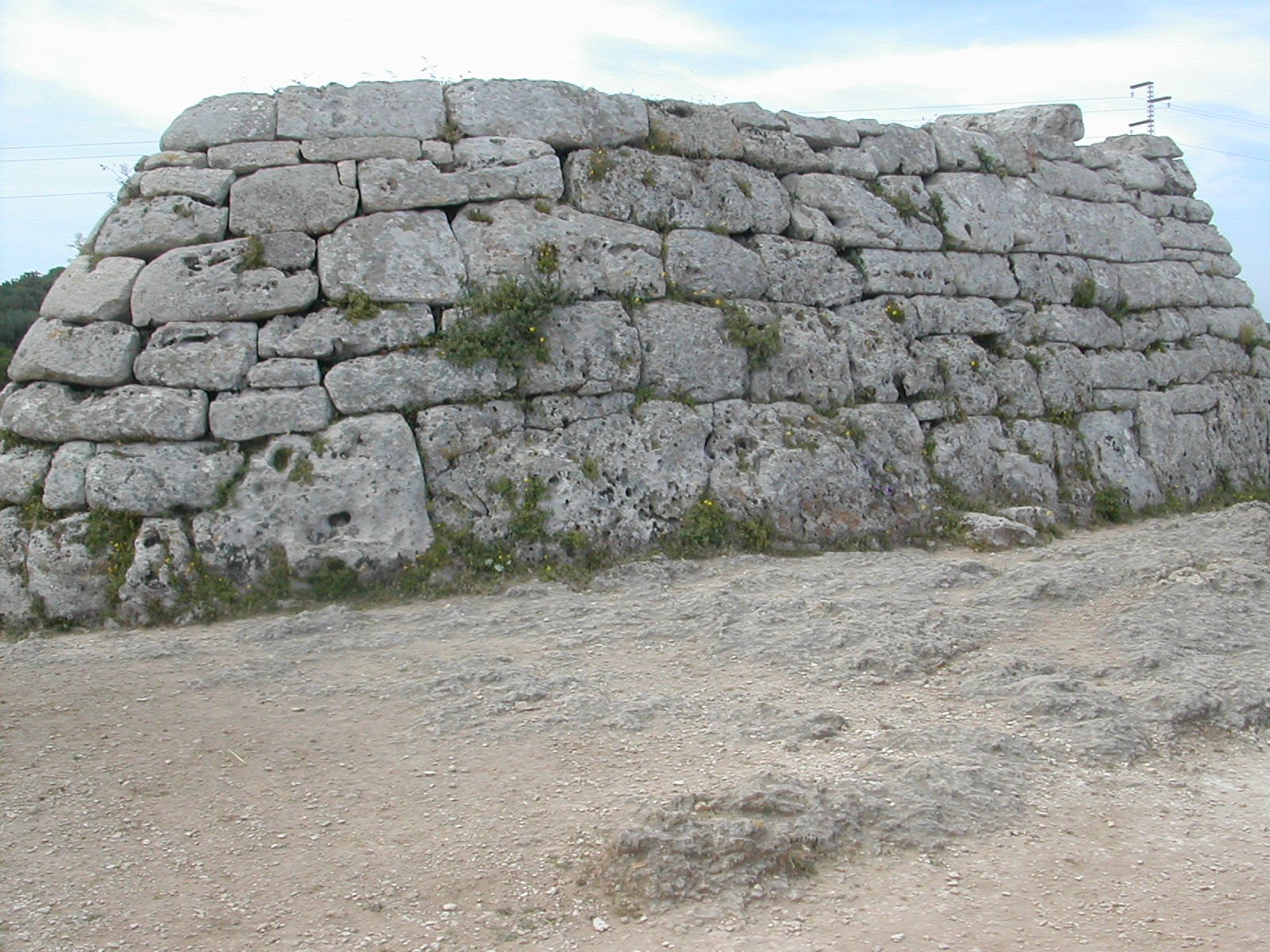
Навета-дес-Тудонс в западной оконечности острова Минорка

Навета (naveta; с исп. «маленькое судно» — тип мегалитической камерной гробницы, встречающийся только на острове Менорка (Балеарские острова). Гробницы относятся к доталайотскому периоду истории Балеарских островов (ранний бронзовый век до прибытия на остров строителей талайотов).
Навета имеет две вертикальные и две карнизные стены, образующие форму перевёрнутой лодки, откуда и происходит название.
Крупнейший пример подобной гробницы — Навета-дес-Тудонс, высотой около 4 метров, длиной 14 метров и шириной 6,4 метра.